# Phytomyza tibialis
Phytomyza tibialis är en tvåvingeart som först beskrevs av Fallen 1823.  Phytomyza tibialis ingår i släktet Phytomyza och familjen minerarflugor.
Artens utbredningsområde är Sverige. Inga underarter finns listade i Catalogue of Life.